# Beyond Description (1973–1989)
Beyond Description (1973–1989) je box set skupiny Grateful Dead. Box set je složený z dvanácti CD a jsou v něm alba, která vyšla v letech 1973–1989 u Arista a Grateful Dead Records. Mimo klasických verzí alb je box set doplněn o řadu bonusů v podobě koncertních a alternativních studiových nahrávek.